# Elomya marginata
Elomya marginata är en tvåvingeart som först beskrevs av Macquart 1851.  Elomya marginata ingår i släktet Elomya och familjen parasitflugor.
Artens utbredningsområde är Senegal. Inga underarter finns listade i Catalogue of Life.